# Blue Mountain Lake (See, New York)
Der Blue Mountain Lake ist ein 520 Hektar großer See im Hamilton County in den zentralen Adirondacks des US-Bundesstaats New York.
Der Blue Mountain Lake ist das östliche Ende der Eckford-Seenkette. Der Weiler Blue Mountain Lake liegt an seinem Südostufer, und das Adirondack Museum liegt hoch über seinem Ostufer. Seit Mitte des 19. Jahrhunderts ist es ein beliebtes Urlaubsziel.

## Angeln
Zu den Fischarten im See gehören Seeforellen, Regenbogenforellen, Schwarzbarsch, Binnenlachs und Stint. Der Zugang zu zwei privaten Yachthäfen im Dorf Blue Mountain Lake ist gebührenpflichtig. Es gibt auch Bootsverleih.

## Geschichte
Das Blue Mountain Lake House wurde 1874 von John G. Holland gebaut. Bald darauf vergrößerte ein früherer Bewohner, Miles Tyler Merwin, sein Blockhaus auf einem Ausläufer des Blue Mountain mit Blick auf den See zum Blue Mountain-Haus; Das Log Hotel befindet sich jetzt auf dem Gelände des Adirondack Museum. 1881 errichtete Frederick C. Durant, Cousin von William West Durant, das Prospect House, das luxuriöseste Hotel, das damals in den Adirondacks existierte; Es war das erste Hotel der Welt, das in jedem Raum elektrisches Licht hatte.

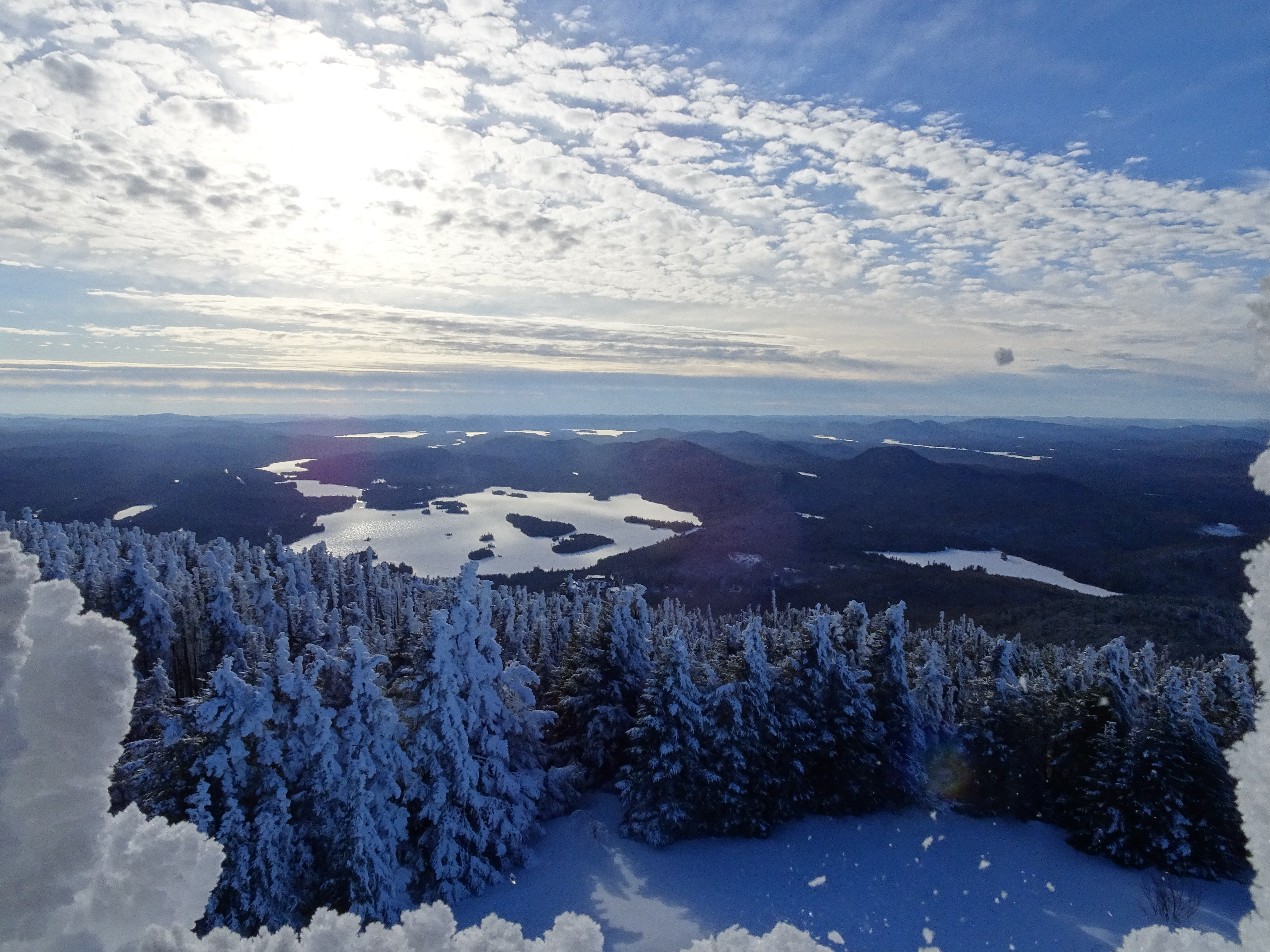
Vom Blue Mountain im Winter
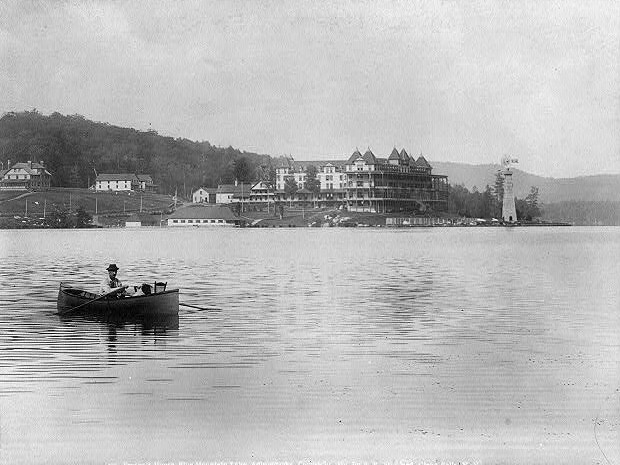
Prospect House, 1889 (Seneca Ray Stoddard)
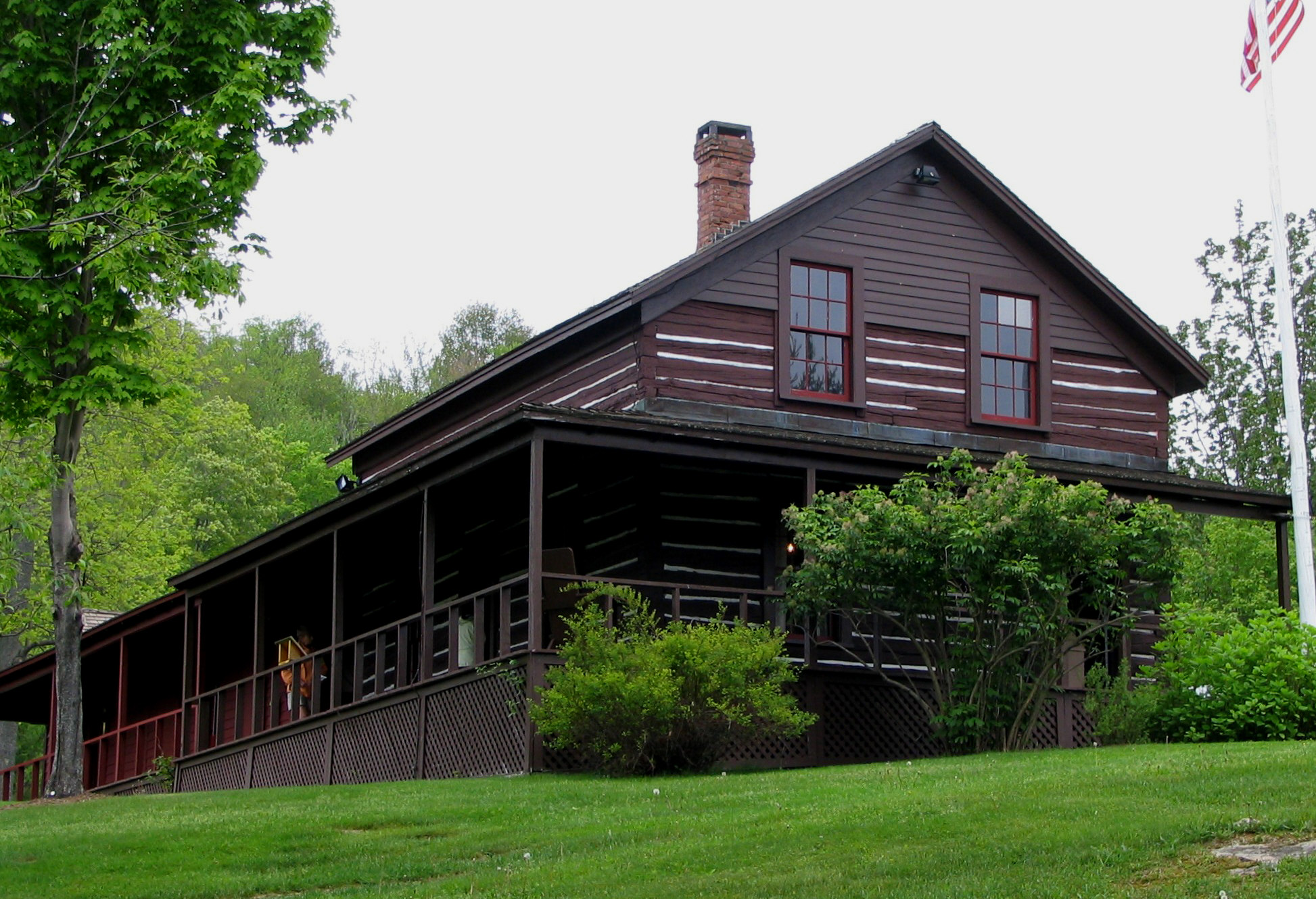
The Log Hotel am Blue Mountain Lake
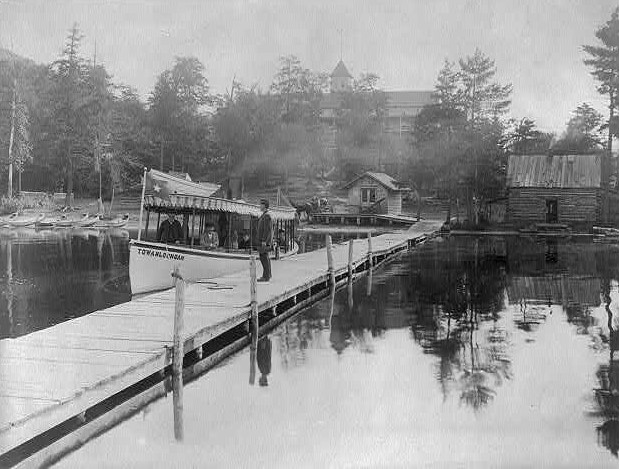
Kleines Dampfschiff Towahloondah, 1889 (Seneca Ray Stoddard)
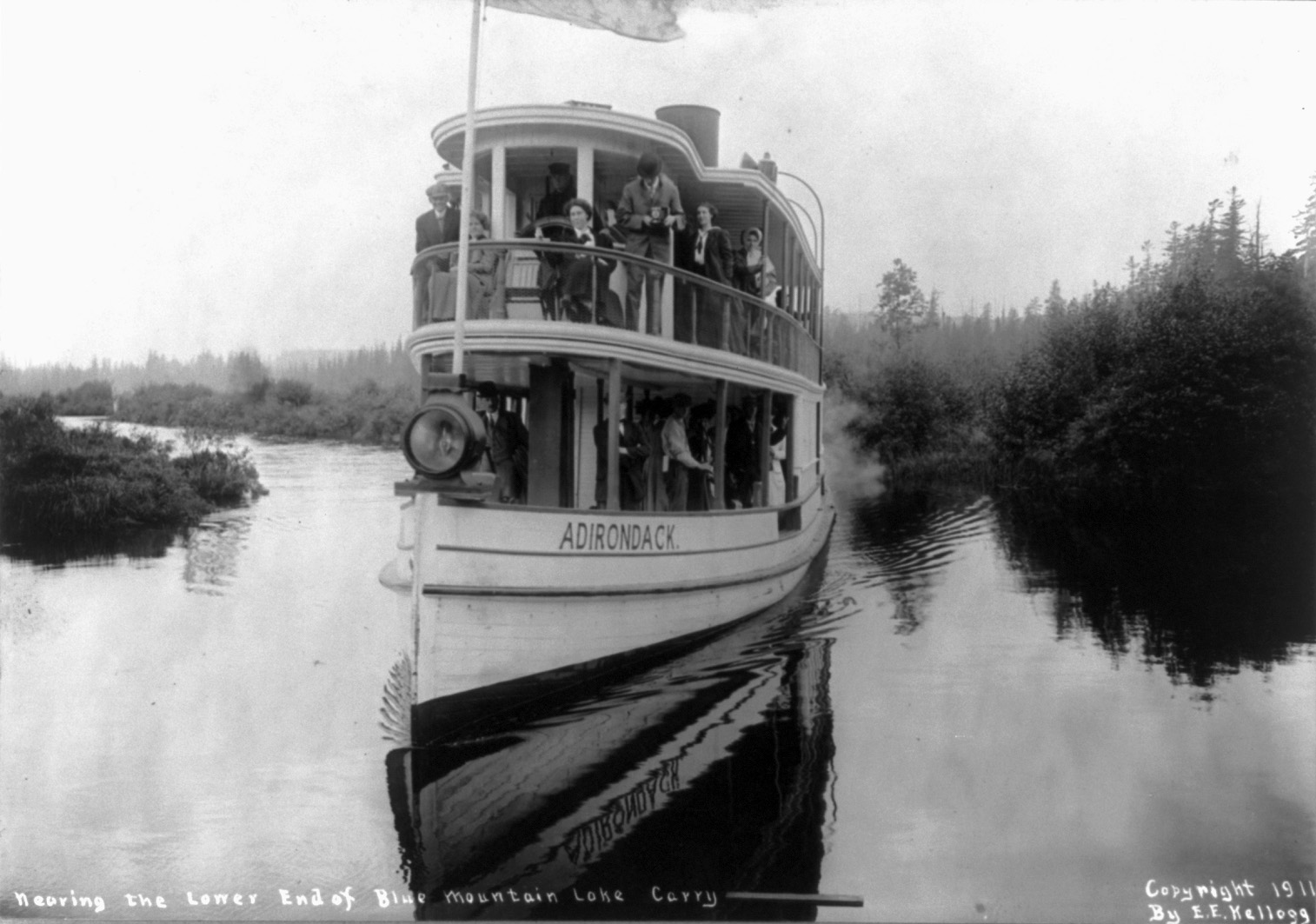
Touristenboot Adirondack, 1911
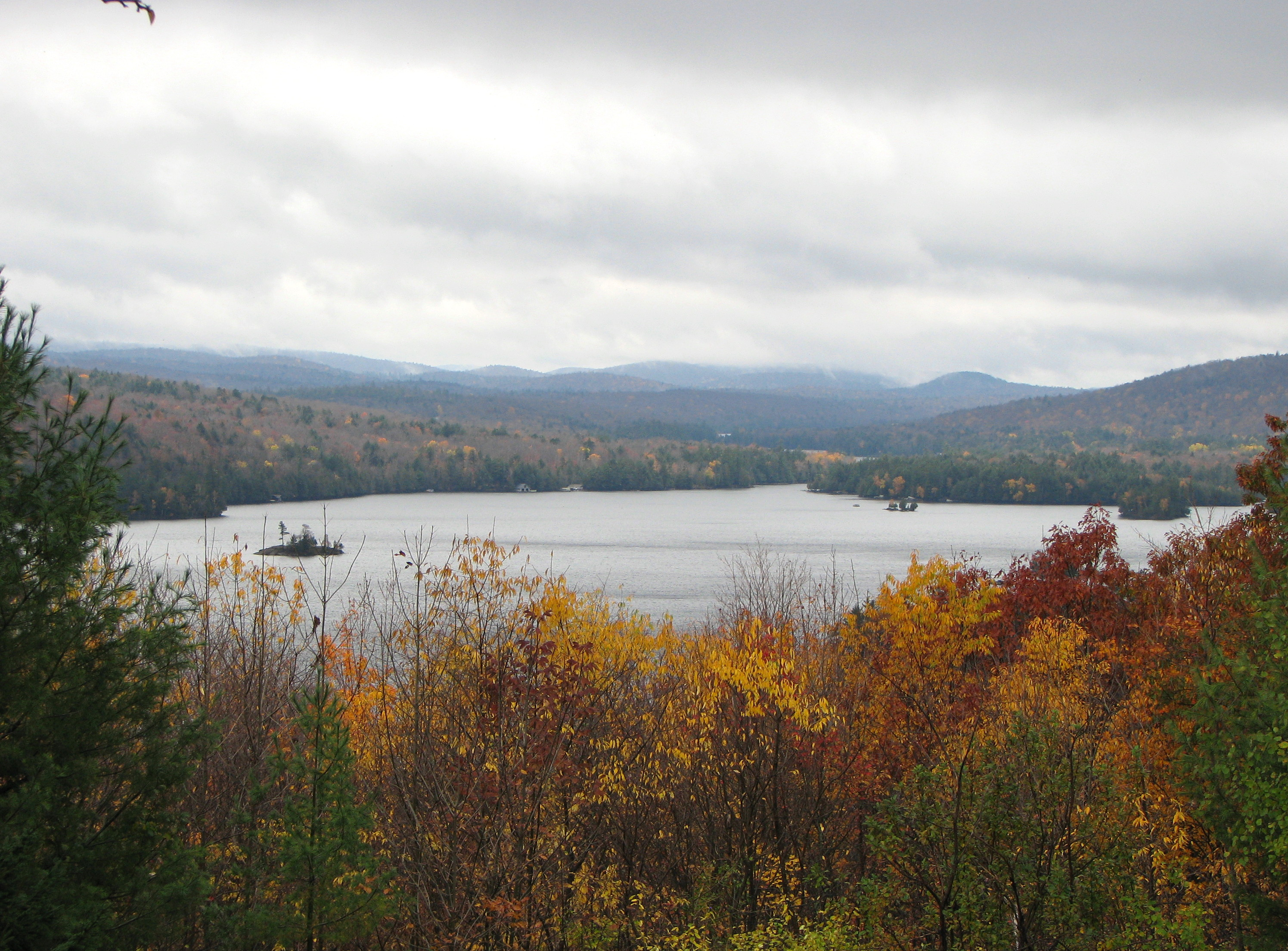
Blue Mountain Lake vom Adirondack Museum

## Trivia
Der Sänger Hermann Weil ertrank am 6. Juli 1949 im Blue Mountain Lake.